# Who Wants to Live Forever
„Who Wants to Live Forever“ („Кой иска да живее вечно“) е песен на английската рок-група Куийн. Тя е шестата песен от албума „A Kind of Magic“, издаден през юни 1986 г. и е написана от китаристът Брайън Мей за саундтрака на филма „Шотландски боец“. Песента достига 24 място в британската музикална класация.
Песента е използвана в сцените от филма, в които Конър МакЛауд трябва да издържи остаряването и смъртта на любимата му съпруга Хедър МакЛауд докато той, като безсмъртен, остава завинаги млад. По-късно песента е използвана в епизодите „The Gathering“, „Revenge is Sweet“, „The Hunters“, „Line of Fire“ и „Leader of the Pack“ от телевизионния сериал „Шотландски боец“. Заглавието на песента е взето от реплика на друг филм, чийто саундтрак е писан от Брайън Мей и Куийн – Флаш Гордън (репликата може да бъде чута в песента „Battle Theme“ от саундтрака на Флаш Гордън) и се основава на лични проблеми на Мей (смъртта на баща му и неуспешен първи брак).
Май пее първия куплет преди Фреди Меркюри да поеме вокалите са по-голямата част от остатъка на песента, като Мей пее „But touch my tears with your lips“ по време на куплета на Меркюри, както и последния текст от песента, „Who waits forever anyway?“. Инструментална версия на песента, озаглавена „Forever“ е включена като бонус на CD-версията на албума. Инструменталът е изсвирен на пиано, с акомпанимент на синтезатор по време на припевите. Пианото е записано единствено от Мей. Куийн са подкрепени от оркестър с оркестрации от съкомпозитора на саундтрака към филма, Майкъл Кеймън. От издаването си насам кавър-версии на песента са били изпълнявани от много изпълнителни.

## Персонал
- Фреди Меркюри – вокал
- Брайън Мей – вокал и беквокал, синтезатор, електрическа китара
- Роджър Тейлър – перкусии, беквокал
- Джон Дийкън – контрабас
- Национален филхармоничен оркестър с аранжимент от Майкъл Кеймън и Брайън Мей и дирижиран от Кеймън

## Видео
Видеото е режисирано от Дейвид Малет и снимано в (днес разрушен) магазин в Tobacco Wharf в лондонския Ист Енд през септември 1986 г. Включва Националния филхармоничен оркестър с хор от 40 момчета и стотици свещи, които остават запалени по време на целия снимачен процес, както и Меркюри, облечен в смокинг. Това е единственото видео на Куийн, в което басистът Джон Дийкън свири на контрабас. В интервю с Роджър Тейлър за Greatest Video Hits II, той казва за себе си, че е бил пиян по време на снимките.